# Порт Орчард
Порт Орчард (на английски: Port Orchard) е град в окръг Китсап, щата Вашингтон, САЩ. Порт Орчард е с население от 7693 жители (2000) и обща площ от 12,7 km². Намира се на 22 m надморска височина. ЗИП кодът му е 98366-98367, а телефонният му код е 360.